# San José de Parinari
San José de Parinari, o simplemente Parinari, es una localidad peruana, capital de distrito de Parinari, provincia de Loreto, al noroeste del departamento de Loreto. 

## Descripción
Parinari es una localidad marginal a orillas del río Marañón, este mismo río afectó enormemente a la localidad en las inundaciones de 2012.
Es hogar de varias comunidades amerindias como los cocamas que suelen estar en enfrentamiento con los campos petroleros en la periferia de la localidad.